# Ложье, Марк-Антуан
Марк-Антуан Ложье (фр. Marc-Antoine Laugier, 22 января 1713, Маноск, Прованс — 5 апреля 1769, Париж) — французский аббат, член ордена иезуитов, историк и теоретик искусства эпохи Просвещения и архитектуры французского неоклассицизма.

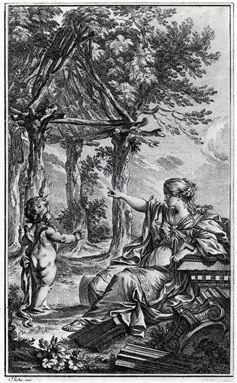
Фронтиспис издания «Эссе об архитектуре». 1755. Гравюра Ш.-Д. Эйзена

Ложье был католическим священником и учёным эрудитом, членом многих Академий. Он автор трактата по теории музыки, двенадцатитомной истории Венецианской республики, книг «О живописи», «Эссе об архитектуре» (Essai sur l’Architecture; 1752, опубликовано в 1753 году). Второе издание «Эссе об архитектуре» (1755) предваряется знаменитой гравюрой Шарля-Доминик-Жозефа Эйзена, изображающей «хижину Витрувия» — наглядную модель происхождения искусства архитектуры из примитивного лесного шалаша (идея, обоснованная в трактате Ложье).
Именно Ложье выдвинул идею равноценности готического и античного искусства и создания национального французского стиля архитектуры, совмещающего обе традиции. Его последователь, архитектор Жак-Жермен Суффло назвал такой стиль «греко-готическим» и положил его в основу здания Пантеона в Париже. Антикизирующий классицизм итальянской архитектуры Ложье считал ошибочным. Он видел недостатки римской ордерной системы («римской архитектурной ячейки»), связывающей колонны со стеной. Колонна по убеждению Ложье «должна стоять свободно», как в готике. Встраивание в стену колонн, полуколонн и пилястр умаляет красоту колонны, а соединение колонн с пьедесталами является, по словам Ложье, «абсурдным нагромождением».
Идеи Марка-Антуана Ложье оказали значительное влияние не только на Суффло, но и на творчество архитектора Пьера Контана де Иври, автора перестройки собора в Аррасе.
В соавторстве с историками музыки и театра Антуаном де Лери и Антуаном Жаком Лаббе, аббатом де Морамбером, Ложье редактировал первый французский музыкальный альманах «Чувство гармонии разных музыкальных произведений» (Sentiment d’un harmonophile sur différents ouvrages de musique; 1756).